# David Ogilvy (13e comte d'Airlie)
Pour les articles homonymes, voir David Ogilvy (homonymie).
David Ogilvy, né le 17 mai 1926 à Westminster (Londres) et mort le 26 juin 2023 dans la même ville, est un pair écossais, titré 13e comte d'Airlie. 
Il est le frère aîné d'Angus Ogilvy, époux de la princesse Alexandra de Kent, cousine germaine de la reine Élisabeth II.

## Biographie

### Jeunesse et formation
David Ogilvy est le fils aîné de David Ogilvy, 12e comte d'Airlie et d'Alexandra Coke. Il est le frère d’Angus Ogilvy, époux de la princesse Alexandra de Kent. Il sert de page à son père lors du couronnement du roi George VI et de la reine Elizabeth à l'abbaye de Westminster le 12 mai 1937. À la mort de la reine Élisabeth II, le 8 septembre 2022, il est le dernier participant survivant du couronnement de 1937.
Né à Westminster, David Ogilvy fait ses études au collège d'Eton et sert dans les Scots Guards pendant la Seconde Guerre mondiale. En 1946, il est nommé aide-de-camp du commandant en chef et haut-commissaire en Autriche. Il reste dans l'armée jusqu'en 1950, date à laquelle il part pour le Royal Agricultural College de Cirencester, pour apprendre la gestion de domaine. Il entretient deux domaines à Angus : le château de Cortachy et le château d'Airlie. Il a également une maison à Chelsea, à Londres.

### Banquier d'affaires
David Ogilvy se lance ensuite dans la banque d'affaires, rejoignant J. Henry Schroder en 1953. Il est nommé administrateur de la société en 1961 et président de Henry Schroder Wagg & Co en 1973, puis de Schroders plc à partir de 1977. En 1984, Lord Airlie démissionne de Schroder pour occuper le poste de lord-chambellan et est admis au Conseil privé et nommé chevalier grand-croix de l'ordre royal de Victoria (GCVO).
Lord Airlie, en tant que Lord Chambellan, initie des changements au début des années 1990 sous les auspices de « The Way Ahead Group ». Dans le cadre de ces plans, la reine accepte de payer des impôts, une plus grande transparence pour les subventions publiques de la monarchie commence avec un plus grand accent sur les relations publiques.
Il est fait chevalier de l'ordre du Chardon en 1985. Deux ans plus tard, il devient président de General Accident (en).
Il suit les traces de son défunt père, qui est lord-chambellan de la reine Elizabeth, la reine mère. Il est en poste jusqu'en 1997.
Lord Airlie est lord-lieutenant d'Angus en Écosse et capitaine général de la Royal Company of Archers and Gold Stick pour l’Écosse. Il est également le chancelier fondateur de l'université d'Abertay Dundee (1994-2009). En 1998, le gouvernement travailliste lui demande de rester en tant que Lord-in-waiting à vie.
La maison ancestrale de Lord Airlie à Tayside est le château de Cortachy, près de l'ancien bourg de Kirriemuir. Le 13 novembre 2007, il est invité à être chancelier de l'ordre du Chardon. Son épouse, la comtesse d'Airlie, est une dame de la chambre de la reine Élisabeth II. Sa grand-mère, Mabell Gore est une dame d'honneur et par la suite dame de la chambre de la reine Mary.

### Mariage et descendance
Le 23 octobre 1952, David Ogilvy épouse Virginia Ryan (née le 9 février 1933). Le mariage a lieu à l'église Sainte-Marguerite de Westminster, en présence de la reine Élisabeth II, de la reine mère et de la princesse Margaret.
Ils ont six enfants :
- Doune Mabell Ogilvy (née le 13 août 1953), épouse Hereward Charles Wake, 15e baronnet, le 16 avril 1977. Ils ont quatre enfants et divorcent en juillet 1995.
- Jane Fortune Margaret Ogilvy (née le 24 juin 1955), épouse François Nairac le 30 août 1980. Le couple a deux filles.
- David Ogilvy, 14e comte d'Airlie, (né le 9 mars 1958), marié, en 1981, à Geraldine Harmsworth, fille de Vere Harmsworth, 3e vicomte Rothermere. Ils ont une fille, Augusta (née en 1981), avant de divorcer en 1990. Lord Ogilvy se remarie, en 1991, à Tarka Kings, avec qui il a trois fils : David Huxley, Lord d'Ogilvy (né en 1991), Joseph (né en 1995) et Michael (né en 1997).
- Bruce Patrick Mark Ogilvy (né le 7 avril 1959).
- Elizabeth Clementine Ogilvy (née le 4 juin 1965), épouse Jonathan Baring, avec qui elle a un fils.
- Patrick Alexander Ogilvy (né le 24 mars 1971).

### Fin de vie et mort
Il est récipiendaire de la chaîne royale victorienne. En novembre 2007, le palais de Buckingham annonce que Lord Airlie est nommé chancelier de l'ordre du Chardon, à la suite du décès du précédent chancelier, le duc de Buccleuch. À la fin de 2009, il annonce que lui et sa femme prennent leur retraite. Son fils se consacre à l'avenir du château de Cortachy, la maison familiale depuis plus de 500 ans.
Le 6 mai 2023, David Ogilvy assiste au couronnement du roi Charles III à Londres. L'historien royal Hugo Vickers souligne à cette occasion qu'il est le dernier survivant à avoir assisté au couronnement de trois monarques britanniques : celui de George VI en 1937, celui d'Élisabeth II en 1953 et celui de Charles III en 2023.
Il meurt à son domicile londonien le 26 juin 2023, à l'âge de 97 ans.

## Distinctions
- Très vénérable ordre de Saint-Jean :
  - 11 mai 1981 : officier (OStJ)[9] ;
  - 6 février 1996 : chevalier (KStJ)[10].
- 7 décembre 1984 : chevalier grand-croix de l'ordre royal de Victoria (GCVO)[3].
- 29 novembre 1985 : chevalier de l'ordre du Chardon (KT)[2].
- 19 décembre 1997 : chaîne royale victorienne[6].

## Dans la culture populaire
Il est interprété par l'acteur Douglas Reith dans le film de 2006 The Queen en sa qualité de lord-chambellan, planifiant les funérailles de Diana, princesse de Galles.